# Чеченски језик
Чеченски језик (нохчийн мотт) је један од кавкаских језика. Говори га око 1.393.900 људи, углавном етнички Чечени, од којих већина живи у Русији. Припада североисточнокавкаској породици језика, која у могућој вези са одређеним другим кавкаским језицима формира хипотетичку севернокавкаску групу језика.